# Ефремов, Михаил Ефремович
Михаил Ефремович Ефремов (1919—1961) — старший сержант Рабоче-крестьянской Красной Армии, участник Великой Отечественной войны, Герой Советского Союза (1944).

## Биография
Михаил Ефремов родился 6 ноября 1919 года в селе Подольнево Тверской губернии. После окончания неполной средней школы работал весовщиком на железнодорожной станции «Щербово». В 1939 году Ефремов был призван на службу в Рабоче-крестьянскую Красную Армию. Участвовал в советско-финской войне. С июня 1941 года — на фронтах Великой Отечественной войны. К октябрю 1943 года гвардии старший сержант Михаил Ефремов был помощником командира сапёрного взвода 81-го гвардейского стрелкового полка 25-й гвардейской стрелковой дивизии 8-й гвардейской армии 3-го Украинского фронта. Отличился во время битвы за Днепр.
23 октября 1943 года Ефремов в составе одной из штурмовых групп дивизии переправился через Днепр в районе села Войсковое Солонянского района Днепропетровской области Украинской ССР и принял активное участие в боях за захват и удержание плацдарма. В дальнейшем во время наступления с целью расширения плацдарма Ефремов во главе группы сапёров двигался впереди основных сил и, несмотря на массированный вражеский огонь, проделывал проходы в минных заграждениях противника. Во время одной из вылазок по разминированию Ефремов столкнулся с четырьмя немецкими солдатами и убил двоих из них.
Указом Президиума Верховного Совета СССР от 22 февраля 1944 года за «образцовое выполнение боевых заданий командования и проявленные при этом мужество и героизм» гвардии старший сержант Михаил Ефремов был удостоен высокого звания Героя Советского Союза с вручением ордена Ленина и медали «Золотая Звезда» за номером 2513.
После окончания войны Ефремов был демобилизован. Проживал в городе Горловка Донецкой области, затем в городе Александрия Кировоградской области, работал каменщиком. Умер 6 мая 1961 года.
Был также награждён орденом Красной Звезды и рядом медалей.